# Urzy
Urzy è un comune francese di 1 860 abitanti situato nel dipartimento della Nièvre nella regione della Borgogna-Franca Contea.
Il territorio comunale è bagnato dalla Nièvre, affluente di destra della Loira.

## Società

### Evoluzione demografica
Abitanti censiti